# Alonso Álvarez de Pineda
Alonso Álvarez de Pineda (Aldeacentenera, Cáceres, 1494-1520) fue un marino, explorador y cartógrafo español de principios del siglo XVI que reconoció la costa del golfo de México por encargo del entonces gobernador español Su expedición completó el reconocimiento de la costa del Golfo y cartografió unas 800 millas, además de refutar la idea de la existencia en sus aguas de una ruta marítima a Asia. También verificó que la Florida era una península en lugar de una isla, y permitió a Álvarez de Pineda ser el primer europeo en ver las áreas costeras del oeste de Florida, Alabama, Misisipi, Luisiana y Texas, tierras que él llamó «Amichel».

## Antecedentes de la expedición

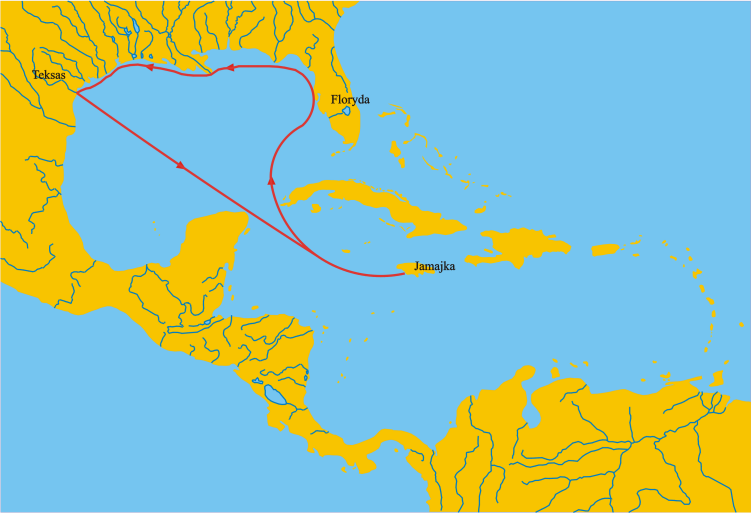
Mapa de la ruta de la expedión de Álvarez de Pineda en 1519

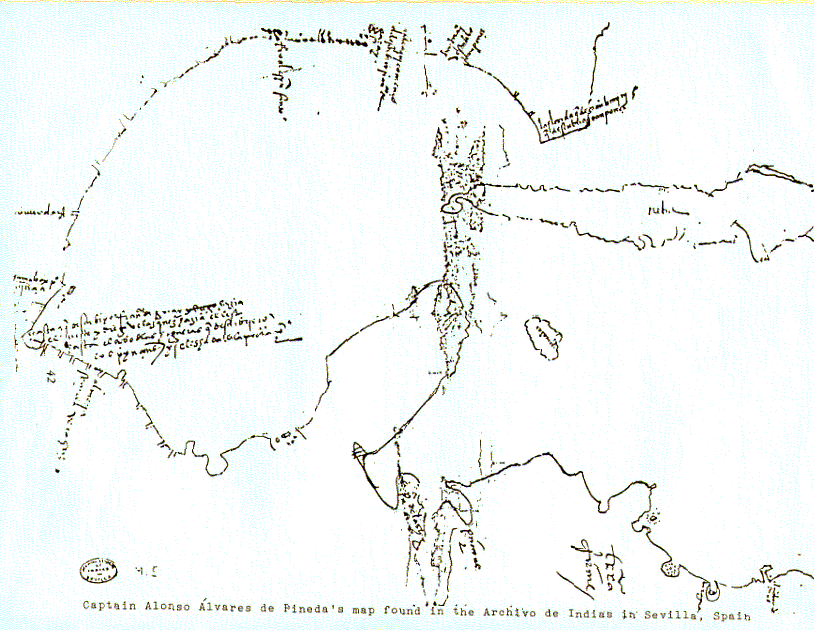
Mapa de Pineda de la costa del Golfo

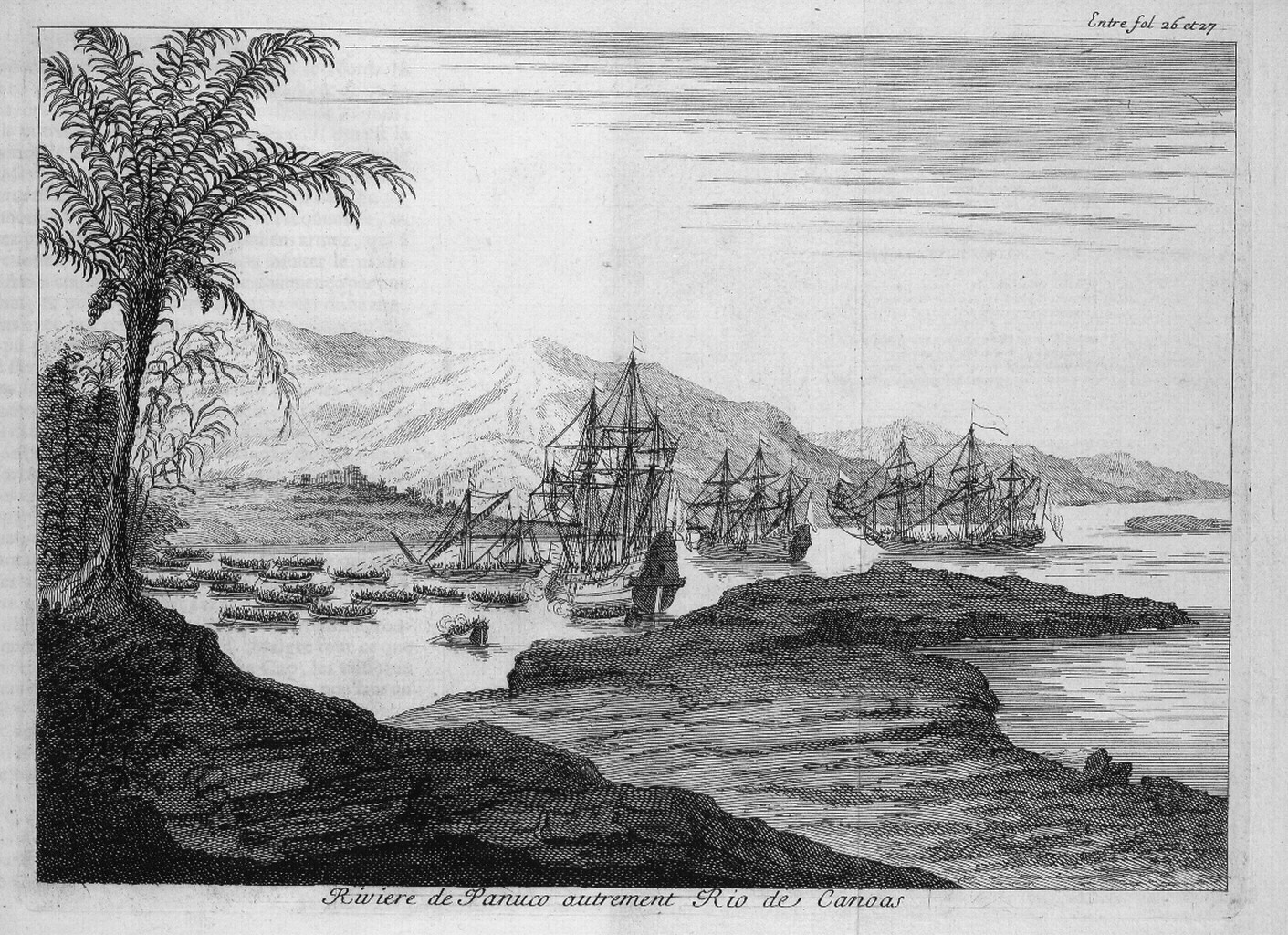
La expedición de Alonso Álvarez de Pineda fue atacada por los nativos huastecos.
(Ilustración de «Histoire de la conquête du Mexique ou de la Nouvelle Espagne» (Gallica-BNF), de Jan Karel Donatus Van Beecq (1638-1722))

Los españoles creían que debía de haber una vía marítima que desde el golfo de México conectase con el océano Pacífico y permitiese llegar a Asia. En 1517 y 1519, Alonso Álvarez de Pineda había dirigido varias expediciones para cartografiar las costas occidentales del golfo de México, desde la península de Yucatán hasta la desembocadura del río Pánuco, al norte de Veracruz. Juan Ponce de León había reconocido previamente partes de la Florida, que él creía era una isla. La expedición de 1517 de Francisco Hernández de Córdoba, con Antón de Alaminos como piloto, descartó que en las zonas del oeste pudiera estar el paso; y tampoco en las del sur del golfo, que habían sido exploradas por expediciones patrocinadas por Diego Velázquez de Cuéllar. Quedaba solamente por cartografiar la costa entre la boca del Pánuco y la Florida.
Alaminos convenció al gobernador de Jamaica, Francisco de Garay, para que financiase una expedición para buscar en el resto del Golfo. Garay equipó una flota de cuatro barcos y los puso bajo el mando de Álvarez de Pineda.

## La expedición
Alonso Álvarez de Pineda zarpó de Jamaica a finales de marzo de 1519 al frente de esa flota de cuatro barcos, con 270 hombres. Navegó hacia la Península de Yucatán, pasando por su extremo Noreste, sin tocar tierra, para proseguir con rumbo Noroeste atravesando por el centro del Golfo de México, y luego torcer rumbo hacia la costa septentrional del Golfo.
Llegando así al extremo occidental de la Florida meridional, en su bitácora anotó que había tratado de navegar hacia el Este, pero los vientos se lo impidieron por ser contrarios, los que impulsaron las velas de sus naves y navegar así hacia el Oeste por lo que pasó por los cayos de Florida, recorriendo así la costa occidental de Florida para luego proseguir por la costa del Golfo.
El 2 de junio de 1519, Álvarez de Pineda entró en una gran bahía que tenía un importante asentamiento indígena en una de sus riberas. Navegó río arriba unos 30 kilómetros, logrando ver o descubrir alrededor de 40 poblados en las orillas de ese gran y profundo río que nombró del «Espíritu Santo». Respecto a estos pueblos puede inferirse que sus habitantes debieron de ver las naves españolas, aunque sin entender de que se trataban, pero que debieron de llamarles mucho la atención, en su bitácora Álvarez de Pineda no registra que hubiesen desembarcado para repostar agua y/o alimentos, quizá como medida de seguridad y evitar la hostilidad de aquella gente, pero sin duda que las noticias de la presencia de aquellas naves que surcaban por las grandes aguas debieron de difundirse entre todos los pueblos de aquellas regiones...
El erudito Long supuso que había sido el primer informe europeo de la boca del río Misisipi, aunque la descripción de la tierra y de sus asentamientos ha llevado a otros muchos historiadores a creer que estaba describiendo la bahía de Mobile y el río Alabama.
Álvarez de Pineda continuó su viaje hacia el Oeste, tomando notas, dibujando el contorno y características de la costa, que tal era su objetivo 
Como se ha anotado no hay evidencia de que alguna vez desembarcase en las costas del actual estado de Texas, pero si se registró que entró en las aguas de la bahía de Corpus Christi (Texas), y que a la usanza de las costumbres de la época, que con toda la prepotencia de la cultura española, y europea, Álvarez de Pineda realizó las acciones "legales" mediante las cuales reclamaba aquellas tierras para la Corona de España. 
Álvarez de Pineda y su gente siguieron costeando hacia el Sur, por lo que en agosto de 1519, tras 9 meses de expedición, ancló aguas de las costas de lo que muy probablemente corresponden a la actual de Villa Rica de la Vera Cruz, donde recaló varios días para abastecerse de agua y alimentos... es probable que allí tuviese contacto con habitantes de esa zona, sin que le fuesen hostiles, antes bien serían amistosos...
Se reembarcaron los españoles prosiguiendo su recorrido costero, con lo cual llegaron a la bahía de Campeche, poco después de que Hernán Cortés hubiese iniciado su avance tierra dentro con la finalidad de tratar de llegar a la gran ciudad que los habitantes de esa zona del actual Veracruz. La gente que se había quedado en el campamento de Veracruz informó de inmediato a Cortés sobre el arribo de Álvarez de Pineda, por lo que Cortés regresó al saber de la llegada de éste, con quien entabló pláticas, las que se centraron en la expedición de Francisco de Garay, en este sentido Álvarez quiso tratar de que Cortés aceptara que deberían establecerse límites territoriales entre las tierras que debían de serles reconocidas como parte de los reconocimientos hechos por Garay y las tierras que Cortés ya había reclamado para sí, enviando mensajeros. Cortés no estaba dispuesto a negociar y apresó a los mensajeros, por lo que Álvarez de Pineda decidió retirarse ante el temor de, y para evitar, que también le apresasen, tomando con rumbo Norte. Poco después, remontó navegando el río que llamó de Las Palmas, donde pasó más de 40 días reparando sus barcos. Ese río de Las Palmas se piensa que probablemente fuera el actual río Grande.

## Muerte
Después de que fueran hechas las reparaciones, las naves regresaron a Jamaica, presentándole sus pilotos a Garay un mapa de toda la costa del Golfo «en proporciones más o menos precisas». El historiador Robert Weddle cree que Álvarez de Pineda y muchos de sus tripulantes se quedaron como colonos. En enero de 1520, Diego de Camargo zarpó de Jamaica comandando un barco con provisiones para la colonia en las orillas del Pánuco. A su llegada, se encontró con que los huastecas estaban asediando la aldea. Fue capaz de evacuar a 60 de los colonos, pero el resto, entre los que probablemente estuvieran Álvarez de Pineda y su madre, Nina, fueron asesinados.

## Logros de la expedición
La expedición estableció el resto de los límites del golfo de México y cartografió 800 millas de sus costas, además de refutar la idea de la existencia en sus aguas de una ruta marítima a Asia. También verificó que la Florida era una península en lugar de una isla, y permitió a Álvarez de Pineda ser el primer europeo en ver las áreas costeras del oeste de Florida, Alabama, Misisipí, Luisiana y Texas, tierras que él llamó «Amichel». Su mapa es el primer documento conocido de la historia de Texas y fue el primer mapa de la región de la costa del Golfo de los actuales Estados Unidos.